# 조준호 (정치인)
조준호(1958년 10월 23일~)는 대한민국의 정치인이다. 전국민주노동조합총연맹(민주노총) 위원장을 지낸 후 민주노동당에 입당해, 자신이 있던 기아자동차 공장이 위치한 경기도 화성시 갑에 18대 총선 출마
했지만 4위로 낙선. 그 후 통합진보당의 공동대표를 지냈고, 통합진보당 탈당파가 결성한 새진보정당추진회의와 그의 후신인 진보정의당의 공동대표를 맡았다.

## 통합진보당 공동대표
그는 전국민주노동조합총연맹 몫의 통합진보당 공동대표를 맡았다. 상대적으로 성향이 중립적인 그에게, 통합진보당 사건 당시 진상조사위원장의 자리를 맡겼으나, 그가 지휘한 진상조사 결과에 반발한 구당권파 측 당원이 폭행을 하기도 하였다.

## 경력사항
- 1997년 자동차산업노조위원장[3]
- 1998년 금속연맹 초대 수석부위원장
- 2003년 기아자동차노조 지도위원
- 2006년 2월~2007년 2월 민주노총 위원장[4]
- 2012년 통합진보당 공동대표
- 2012년 진보정의당 공동대표

## 역대 선거 결과
|  | 7.41% |

|  | 3.60% |